# 重力と相対性理論の年表
 重力と相対性理論の年表（じゅうりょくとそうたいせいりろんのねんぴょう）。
- 1898年 - アンリ・ポアンカレが同時性は相対的だと述べる。
- 1904年 - アンリ・ポアンカレが電磁気での相対原理を提唱する。
- 1905年 - アルベルト・アインシュタインが特殊相対性理論を完成させ、E=mc2に代表されるエネルギー質量の保存を述べる。
- 1907年 - アルベルト・アインシュタインは重力と慣性力の等価原理を導入した。そしてそれから重力の赤方偏移を予言した。
- 1915年 - アルベルト・アインシュタインが一般相対性理論を完成させる。新しい理論はユルバン・ルヴェリエの水星軌道の変動（近日点の移動）と完全に一致した。
- 1915年 - カール・シュヴァルツシルトは一般相対性理論でシュバルツシルト計量を求めた。これは平坦な場合の解を除いた初めてのアインシュタインの場の方程式の解である。
- 1916年 - アルベルト・アインシュタインは一般相対性理論の場の方程式は波のような解を許すことを示した。
- 1919年 - アーサー・エディントンは日食遠征により、太陽による光のずれを検出した。
- 1921年 - テオドール・カルツァ (w:Theodor Kaluza)が5次元でのアインシュタイン方程式を求め、そこで重力と電磁気力が統一されることを示した。
- 1937年 - フリッツ・ツビッキーは銀河が重力レンズとして作用することを述べた。
- 1937年 - アルベルト・アインシュタイン、レオポルト・インフェルト、バーネッシュ・ホフマンは一般相対性理論の測地線方程式が場の方程式から導かれることを示した。
- 1957年 - ジョン・ホイーラーは特異点の近くで古典的一般相対性理論が崩壊することを議論し、量子重力が必要だと述べた。
- 1960年 - w:Robert Pound と Glen Rebkaが重力赤方偏移が1パーセントの近似で一致することを検証した。
- 1962年 - w:Robert Dicke, Peter Roll, と R. Krotkovがねじったひものバランスから弱い等価原理が1000億分の2で成り立つことを検証した。
- 1964年 - アーウィン・シャピロは一般相対性理論を検証するためのものとしてシャピロ遅延を予言した。
- 1965年 - ジョセフ・ウェーバーは初めてウェーバー・バーによる重力波測定を行った。
- 1968年 - アーウィン・シャピロがシャピロ時間遅れを初めて検出する。
- 1968年 - w:Kenneth Nordtvedtが自己重力の弱い等価原理の可能な破れを研究し、太陽の重力場の中での地球と月の運動を観測することを基礎として弱い等価原理の新しい試験を提案した。
- 1976年 - Robert Vessot と Martin Levineが水素メーザー時計を使って重力赤方偏移が予言されたものの0.007パーセントの精度で一致することを検証した。
- 1976年 - Gravity Probe A実験が重力による時間の遅れを理論で予言されるものに対して七千分の一の精度で確かめられた。
- 1979年 - w:Dennis Walsh, w:Robert Carswell,と Ray Weymannにより重力レンズ効果を受けたクエーサーが発見された。2つの像に分かれていることからツインクエーサーと呼ばれる。

- 1982年 - ジョゼフ・テイラーとジョエル・ワイスバーグは連星パルサー PSR B1913+16のエネルギーの減少が 一般相対性理論で予言されている四重公式の5%以内であることを示した。
- 2007年 - Gravity Probe B実験が終わる。